# USS J. Douglas Blackwood (DE-219)
USS J. Douglas Blackwood  (DE-219) là một tàu hộ tống khu trục lớp Buckley được Hải quân Hoa Kỳ chế tạo trong Chiến tranh Thế giới thứ hai. Tên nó được đặt theo Trung tá Hải quân James Douglas Blackwood (1881-1942), bác sĩ quân y từng được trao tặng Huân chương Chữ thập Hải quân trong Thế Chiến I, đã phục vụ trên tàu tuần dương hạng nặng Vincennes (CA-44) và đã tử trận trong Trận chiến đảo Savo ngày 9 tháng 8, 1942. Nó đã phục vụ cho đến khi chiến tranh kết thúc, xuất biên chế năm 1946, nhưng được huy động trở lại phục vụ trong hai giai đoạn từ năm 1951 đến năm 1958 và từ năm 1961 đến năm 1962. Cuối cùng con tàu bị đánh chìm như một mục tiêu vào năm 1970. J. Douglas Blackwood  được tặng thưởng ba Ngôi sao Chiến trận do thành tích phục vụ trong Thế Chiến II.

## Thiết kế và chế tạo
Những chiếc thuộc lớp tàu hộ tống khu trục Buckley có chiều dài chung 306 ft (93 m), mạn tàu rộng 37 ft 1 in (11,30 m) và độ sâu mớn nước khi đầy tải là 11 ft 3 in (3,43 m). Chúng có trọng lượng choán nước tiêu chuẩn 1.400 tấn Anh (1.400 t); và lên đến 1.740 tấn Anh (1.770 t) khi đầy tải. Hệ thống động lực bao gồm hai turbine hơi nước General Electric công suất 13.500 mã lực (10.100 kW), dẫn động hai máy phát điện công suất 9.200 kilôwatt (12.300 hp) để vận hành hai trục chân vịt;  công suất 12.000 hp (8.900 kW) cho phép đạt được tốc độ tối đa 23 kn (26 mph; 43 km/h), và có dự trữ hành trình 6.000 nmi (6.900 mi; 11.000 km) khi di chuyển ở vận tốc đường trường 12 kn (14 mph; 22 km/h).
Vũ khí trang bị bao gồm ba pháo 3 in (76 mm)/50 cal trên tháp pháo nòng đơn có thể đối hạm hoặc phòng không, một khẩu đội 1,1 inch/75 caliber bốn nòng và tám pháo phòng không Oerlikon 20 mm. Vũ khí chống ngầm bao gồm một dàn súng cối chống tàu ngầm Hedgehog Mk. 10 (có 24 nòng và mang theo 144 quả đạn); hai đường ray Mk. 9 và tám máy phóng K3 Mk. 6 để thả mìn sâu. Khác biệt đáng kể so với lớp Evarts dẫn trước là chúng có thêm ba ống phóng ngư lôi Mark 15 21 inch (533 mm). Thủy thủ đoàn đầy đủ bao gồm 186 sĩ quan và thủy thủ.
J. Douglas Blackwood được đặt lườn tại Xưởng hải quân Philadelphia ở Philadelphia, Pennsylvania vào ngày 22 tháng 2, 1943. Nó được hạ thủy vào ngày 29 tháng 5, 1943; được đỡ đầu bởi bà J. Douglas Blackwood, vợ góa Trung tá bác sĩ Blackwood, và nhập biên chế vào ngày 15 tháng 12, 1943 dưới quyền chỉ huy của Hạm trưởng, Trung tá Hải quân Ralph Baker Randolph.

## Lịch sử hoạt động

### 1943 - 1946
Sau khi hoàn tất chuyến đi chạy thử máy huấn luyện tại khu vực Bermuda, J. Douglas Blackwood gặp gỡ Hornet (CV-12) ngoài khơi Hampton Roads vào ngày 14 tháng 2, 1944 để hộ tống chiếc tàu sân bay đi sang khu vực kênh đào Panama. Nó quay trở lại vùng bờ Đông để hoạt động huấn luyện và hộ tống vận tải ven biển cho đến ngày 18 tháng 3, khi nó khởi hành từ Norfolk, Virginia để đi sang khu vực Mặt trận Thái Bình Dương. Đi ngang qua kênh đào Panama và Trân Châu Cảng, nó đi đến Majuro vào ngày 18 tháng 4, và bắt đầu đảm nhiệm hộ tống các đoàn tàu vận tải đi lại giữa các căn cứ. Nó chủ yếu hoạt động tại các khu vực quần đảo Solomon và Admiralty. Đến tháng 10, con tàu quay trở về Trân Châu Cảng để huấn luyện chống tàu ngầm.
Đi đến Eniwetok vào ngày 2 tháng 11, J. Douglas Blackwood tiếp nối vai trò hộ tống vận tải, lần này là các đoàn tàu đi lại giữa Solomon và Philippines. Khi tiến hành chiến dịch nhằm giải phóng quần đảo này, nó giúp vào việc vận chuyển lực lượng và tiếp liệu từ các căn cứ tiền phương sang chiến trường, và làm nhiệm vụ này cho đến ngày 12 tháng 4, 1945, khi nó lên đường quay trở về Trân Châu Cảng. Từ đó cho đến khi Thế Chiến II kết thúc, con tàu hoạt động huấn luyện tại khu vực Hawaii cùng các tàu sân bay và tàu ngầm thuộc Hạm đội Thái Bình Dương vừa mới đưa vào hoạt động.
Sau khi Nhật Bản chấp nhận đầu hàng kết thúc cuộc xung đột, J. Douglas Blackwood quay trở về Xưởng hải quân Mare Island 4 tháng 9. Sau khi được sửa chữa nó thực hiện hành trình dài băng qua kênh đảo Panama để đi sang vùng bờ Đông. Đi đến New London, Connecticut vào ngày 9 tháng 1, 1946, con tàu được cho xuất biên chế tại đây vào ngày 20 tháng 4, 1946, và được đưa về Hạm đội Dự bị Đại Tây Dương.

### 1950 - 1958
Sau khi cuộc Chiến tranh Triều Tiên bùng nổ vào tháng 6, 1950 làm gia tăng nhu cầu về tàu chiến, J. Douglas Blackwood được cho nhập biên chế trở lại vào ngày 5 tháng 2, 1951 dưới quyền chỉ huy của Hạm trưởng, Thiếu tá Hải quân J. R. McKee. Đặt căn cứ tại Norfolk, nó luân phiên các hoạt động thường lệ tại đây với vai trò tàu huấn luyện cho Trường Sonar Hạm đội tại Key West, Florida cho đến năm 1957. Con tàu đã tham gia chuyến đi huấn luyện cho học viên sĩ quan đến vùng biển Caribe và Brazil vào mùa Hè năm 1953. Nó đi đến Philadelphia vào ngày 15 tháng 11, 1957 để chuyển sang vai trò tàu huấn luyện dự bị; được cho xuất biên chế vào ngày 1 tháng 8, 1958, nhưng tiếp tục phục vụ trong thành phần dự bị, đảm nhiệm huấn luyện nhân sự của Hải quân Dự bị Hoa Kỳ tại khu vực Philadelphia.

### 1961 - 1970
Khi xảy ra vụ khủng hoảng do Liên Xô ra tối hậu thư đòi rút quân đội chiếm đóng Đồng Minh khỏi Tây Berlin vào năm 1961, J. Douglas Blackwood lại được cho nhập biên chế trở lại vào ngày 2 tháng 10, 1961 dưới quyền chỉ huy của Hạm trưởng, Trung tá Hải quân John Joseph Grelis III. Sau khi huấn luyện ôn tập tại khu vực biển Caribe, nó hoạt động tuần tra tại vùng biển Đại Tây Dương suốt mùa Hè năm 1962; rồi lại được cho xuất biên chế vào ngày 1 tháng 8, 1962 và quay lại trạng thái phục vụ trong thành phần dự bị. Nó tiếp tục nhiệm vụ huấn luyện tại Philadelphia cho đến năm 1967; và trong giai đoạn từ tháng 1, 1969 đến tháng 1, 1970 nó đảm trách vai trò huấn luyện dự bị tại Quân khu 3 Hải quân ở Whitestone, Queens, New York. 
Cuối cùng J. Douglas Blackwood cũng được rút tên khỏi danh sách Đăng bạ Hải quân vào ngày 30 tháng 1, 1970; và con tàu bị đánh chìm như một mục tiêu vào ngày 20 tháng 7, 1970.

## Phần thưởng
J. Douglas Blackwood được tặng thưởng ba Ngôi sao Chiến trận do thành tích phục vụ trong Thế Chiến II.
|                                         |  |             |
| Bronze star · Bronze star · Bronze star |  | Bronze star |

| Huân chương Viễn chinh Hải quân                                         | Huân chương Viễn chinh Hải quân      | Huân chương Chiến dịch Hoa Kỳ        | Huân chương Chiến dịch Hoa Kỳ                                   |
| Huân chương Chiến dịch Châu Á-Thái Bình Dương với 3 Ngôi sao Chiến trận | Huân chương Chiến thắng Thế Chiến II | Huân chương Chiến thắng Thế Chiến II | Huân chương Phục vụ Phòng vệ Quốc gia với 1 Ngôi sao Chiến trận |